# Yukina Kinoshita
Yukina Fujimoto (藤本 優樹菜 Fujimoto Yukina?, nascută 4 decembrie 1987) cunoscută de nume de scenă Yukina Kinoshita (木下 優樹菜 Kinoshita Yukina?) este o actriță japoneză. Ea a fost membră din Pabo alături de Mai Satoda și Suzanne, cele trei dintre aceștia au fost grupate cu Shuchishin ca Aladdin.

## Viața personală
Pe 28 august 2010, ea s-a căsătorit cu comediantul japonez Toshifumi Fujimoto, membru al duetul de comedie Fujiwara, cu care ea a jucat în Quiz! Hexagon II.  Pe 6 august 2012, Kinoshita a dat naștere la fiica lor.